# Лукашенко, Галина Родионовна
Гали́на Родио́новна Лукаше́нко (бел. Галіна Радзівонаўна Лукашэнка), в девичестве Желнеро́вич (бел. Жаўняровіч; род. 1 января 1955, Рыжковичи, Могилёвская область) — жена президента Республики Беларусь Александра Лукашенко. Первая леди Республики Беларусь (с 1994 года).

## Биография
Галина Родионовна Лукашенко родилась 24 января 1955 года в семье Родиона Георгиевича (Юрьевича) Желнеровича (1928—1983) (происходил из Бреста) и Елены Фёдоровны Желнерович (1929—2019) (происходила из Слуцка), учительницы белорусского языка и литературы, которая работала завучем.
С Александром Лукашенко познакомилась ещё в старших классах средней школы в деревне Рыжковичи, поженились в 1975 году. Галина Родионовна работала в детском саду. Живёт в деревне Рыжковичи (Шкловский район Могилёвской области). С января 1998 года возглавляет отдел Могилёвского облисполкома по оздоровлению населения, занимается организацией санаторного лечения жителей. Мужа на мероприятиях не сопровождает и видится с ним крайне редко. ЦИК Белоруссии привела данные декларации жены кандидата в президенты на выборах 2020 года.
В 2022 году Галина Лукашенко попала под санкции США и Австралии (март), Украины (октябрь) и Новой Зеландии (ноябрь). В январе 2025 года санкции против Галины Лукашенко ввела Канада.

## Образование
Окончила исторический факультет Могилёвского педагогического института.

## Семья
Муж — Александр Лукашенко — Президент Республики Беларусь. Два сына — Виктор (1975) и Дмитрий (1980). Семь внуков — четверо — дети старшего сына: Виктория (1998), Александр (2004), Валерия (2009) и Ярослав (2013), трое — дети младшего: Анастасия (2003), Дарья (2004) и Александра (2014).
Младшая сестра Тамара Родионовна живёт в Могилёве, фармацевт в аптеке. Муж — председатель Белорусского общества охотников и рыболовов в Могилёве.